# Thành phổ cổ của người Maya ở Calakmul

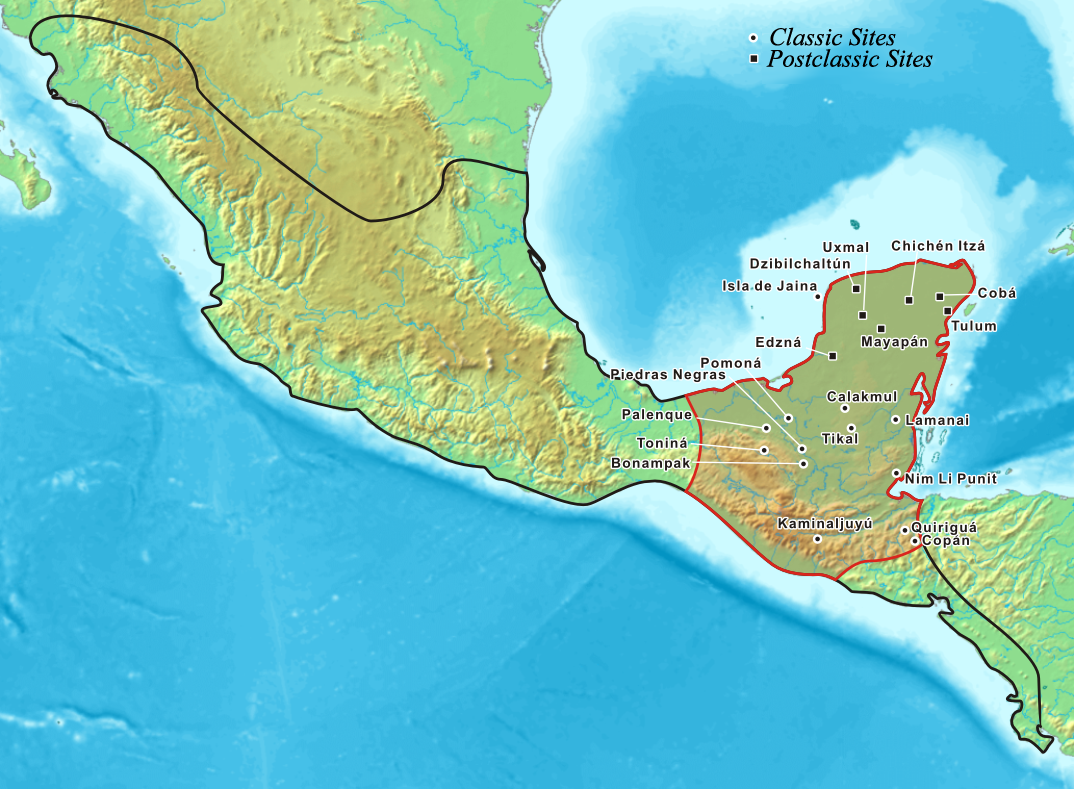
Calakmul trên bản đồ Nền văn minh Maya.

Calakmul (/ˌkɑːlɑːkˈmuːl/ hoặc Kalakmul), là tên một thành phố cổ của người Maya nằm ở bang Campeche, sâu trong rừng rậm của vùng lưu vực sông Peten. Nó nằm cách biên giới với Guatemala khoảng 35 km. Calakmul là một trong những thành phố cổ đại lớn nhất và thịnh vượng nhất được khám phá ở vùng đất của người Maya.
Trong suốt thời kỳ cổ đại, Calakmul duy trì một chỗ đứng trước sự cạnh tranh dữ dội với các thành phố lớn khác trong đó nổi bật hơn cả là Tikal ở phía nam, và đấu tranh chính trị của hai thành phố này đã được ví như một cuộc đấu tranh giữa hai siêu cường Maya.
Năm 2002, Calakmul được UNESCO liệt vào danh sách di sản thế giới. Năm 2014, với việc bổ sung thêm tiêu chí về hệ sinh thái nhiệt đới và cận nhiệt đới của miền trung Mexico đến kênh đào Panama, nơi đây trở thành di sản thế giới hỗn hợp đầu tiên của Mexico với tên gọi Thành phổ cổ của người Maya và Các khu rừng nhiệt đới của Calakmul.

## Tên gọi
Tên cổ của Calakmul là Ox Te' Tuun, có nghĩa là "Ba tảng đá". Người phát hiện ra Calakmul là nhà sinh vật học Cyrus L. Lundell, ông tìm ra thành phố này từ trên không vào ngày 29 tháng 12 năm 1931. Theo như Cyrus L. Lundell nói, thì ông đặt tên cho thành phố này là Calakmul, có nghĩa là "Thành phố có hai kim tự tháp liền kề nhau".

## Vị trí
Calakmul nằm ở bang Campeche, phía đông nam Mexico, cách biên giới với Guatemala khoảng 35 km (22 dặm) về phía bắc. Nó nằm cách những tàn tích của El Mirador 38 km (24 dặm) về phía Bắc  và cách di tích El Tintal khoảng 68 km (42 dặm) về phía tây nam thành phố. Calakmul cũng cách 20 km (12 dặm) về phía nam của thành phố hiện đại Oxpemul và khoảng 25 km (16 dặm) về phía tây nam La Muñeca. Thành phố này nằm trên khu vực có độ cao khoảng 35 mét (115 ft) là một đầm lầy lớn theo mùa nằm ở phía Tây được gọi là El Laberinto bajo (tiếng Tây Ban Nha được sử dụng để chỉ một vùng đầm lầy trũng theo mùa)  Đầm lầy này có chiều dài khoảng 34 km và rộng 8 km, là một nguồn nước quan trọng trọng mùa mưa. Thành phố này nằm trên một doi đất hình thành tự nhiên cao 35 mét (115 ft) có dạng vòm đá vôi so với các vùng đất thấp xung quanh. Mái vòm này đã được những người Maya san phẳng hơn.
Vào đầu thế kỷ 21, khu vực xung quanh Calakmul vẫn được bao phủ bởi những khu rừng rậm. Trong thiên niên kỷ thứ 1, khu vực có lượng mưa vừa phải và thường xuyên, mặc dù lượng nước tích trữ ở đây là ít hơn so với các khu vực phía nam ở Guatemala. Calakumul ngày nay nằm trong khu dự trữ sinh quyển Calakmul có diện tích lên tới 1.800.000 mẫu Anh (7.300 km 2).

## Dân số
Thời kỳ đỉnh cao của nó là trong giai đoạn cuối thời kì cổ đại, thành phố được ước tính có dân số là 50.000 người, bao phủ một diện tích hơn 70 km vuông (27 sq mi). Thành phố là thủ đô của một đất nước lớn trong khu vực với diện tích khoảng 13.000 km vuông (5.000 sq mi). Sau giai đoạn đó, dân số của thành phố giảm mạnh, nhất là số nông dân giảm tới 10% so với trước đó.
Mật độ dân số vào cuối cổ điển của Calakmul được tính toán là khoảng 1.000 người/km ² (2.564 người/ dặm vuông) trong trung tâm của thành phố và 420 người/km ² (1.076 người/dặm vuông) và ở ngoại vi. Calakmul là một thành phố đô thị thực sự và là một trung tâm chính trị, tôn giáo, kinh tế được bao quanh bởi các khu dân cư đông đúc. Các địa điểm tại vùng lõi của Calakmul được biết đến trong thời cổ đại như là "Ox Te 'Tuun" ("Ba tảng đá") mà có thể là do cấu trúc kim tự tháp ba ngôi.
Vương quốc Calakmul bao gồm 20 trung tâm thứ cấp, trong đó có các thành phố lớn khác như La Muñeca, Naachtun, Sasilha, Oxpemul và Uxul. Tổng dân số của các trung tâm thứ cấp được ước tính khoảng 200.000 người. Tổng dân số của vương quốc được tính toán ở mức 1,75 triệu người trong giai đoạn cổ đại muộn.